# Acetabulastoma
Acetabulastoma is een geslacht van kreeftachtigen uit de klasse van de Ostracoda (mosselkreeftjes).

## Soorten
- Acetabulastoma arcticum Schornikov, 1970
- Acetabulastoma californica Watling, 1972
- Acetabulastoma hyperborea Schornikov, 1970
- Acetabulastoma hyperboreum (Scott, 1899) Neale, 1978
- Acetabulastoma kosloffi Hart, 1971
- Acetabulastoma kurilense Schornikov, 1970
- Acetabulastoma littorale Schornikov, 1970
- Acetabulastoma longum Schornikov, 1970
- Acetabulastoma obtusatum Schornikov, 1974
- Acetabulastoma rhomboideum Schornikov, 1970
- Acetabulastoma striungulum Smith, 1952
- Acetabulastoma subrhomboideum Schornikov, 1974